# Герман (Мавромматис)
Митрополит Герман (греч. Μητροπολίτης Γερμανός Μαυρομμάτης; 1859, Псара, Северные Эгейские острова — 20 марта 1944, Афины) — архиерей Элладской православной церкви, митрополит Димитриадский (1907—1935), который в 1935—1943 годах принадлежал к старостильной церкви Греции.

## Биография
Родился в 1872 году на Псаре. Окончил гимназию в Хиосе и позднее Богословскую школу Афинского университета по окончании которой был хиротонисан во диакона в Афинах. Позднее занимал должность в штате патриархии Александрийской православной церкви, являясь секретарём патриаршей канцелярии.
С 1899 года служил проповедником в митрополиях Элидской, Фессалиотидской, а с 1901 года — в Димитриадской.
Был избран и 10 августа 1907 года хиротонисан во епископа Димитриадского. Хиротонию возглавил митрополит Афинский Феоклит I (Минопулос). В 1922 году епископ Герман был возведён в достоинство митрополита.
13 мая 1935 года вместе с бывшим митрополитом Флоринским Хризостомом (Кавуридисом) и митрополитом Закинфским Хризостомом (Димитриу) присоединился в движению старокалендаристов за что все трое 11 июня 1935 года были арестованы. 14 июня 1935 года архиерейским судом Элладской православной церкви был извергнут из сана. 16 июля 1943 года подал прошение о пересмотре его судебного дела, однако прежде чем дело было рассмотрено он скончался 20 марта 1944 года в Афинах. В тот же день посмертно он был восстановлен в архиерейском достоинстве.